# Yürekli, Şenkaya
Yürekli là một xã thuộc huyện Şenkaya, tỉnh Erzurum, Thổ Nhĩ Kỳ. Dân số thời điểm năm 2011 là 225 người.